# Hypsiboas raniceps
Hypsiboas raniceps és una espècie de granota que viu a l'Argentina, Bolívia, el Brasil, Colòmbia, Guaiana Francesa, el Paraguai i, possiblement també, Perú.